# Majorisierungskriterium
Das Majorisierungskriterium ist in der Quantenmechanik ein Merkmal, das der Unterscheidung verschränkter von separablen Zuständen anhand ihrer Dichtematrix dient. Es ist für separable Zustände erfüllt, aus seiner Erfüllung folgt aber nicht die Separabilität. Es ist somit das schwächste der drei Operatoren-Separationskriterien in der Quantenmechanik, zu denen auch das Reduzierungskriterium und das Peres-Horodecki-Kriterium zählen.
Das Kriterium wurde im Jahr 1999 von Michael Nielsen und 2001 zusammen mit Julia Kempe veröffentlicht und wird daher auch Nielsen's majorization theorem oder Nielsen-Kempe-majorization criterion genannt. Anschaulich gesprochen besagt das Majorisierungskriterium, dass separable Zustände global eine größere Unordnung zeigen als lokal.

## Definition
Das Majorisierungskriterium ist erfüllt, wenn die Eigenwerte {\displaystyle \lambda } der Dichtematrix {\displaystyle \rho _{AB}} eines quantenmechanischen Zustands durch die Eigenwerte ihrer partiellen Spuren {\displaystyle \rho _{A}} und {\displaystyle \rho _{B}} bezüglich der Hilberträume {\displaystyle A} und {\displaystyle B} majorisiert sind:
{\displaystyle \lambda _{\rho _{AB}}\prec \lambda _{\rho _{A}}\ {\text{und}}\ \lambda _{\rho _{AB}}\prec \lambda _{\rho _{B}}}
Hierin steht:
- {\displaystyle \lambda _{\rho _{AB}}} für den Eigenwertvektor der Dichtematrix {\displaystyle \rho _{AB}} des Gesamtsystems bestehend aus Alice und Bob,
- {\displaystyle \lambda _{\rho _{A}}} für den Eigenwertvektor der Dichtematrix {\displaystyle \rho _{A}} von Alice,
- {\displaystyle \lambda _{\rho _{B}}} für den Eigenwertvektor der Dichtematrix {\displaystyle \rho _{B}} von Bob.

Der Operator {\displaystyle \prec } wird als „… wird majorisiert durch …“ (siehe Majorisierung) gesprochen und {\displaystyle x\prec y} bedeutet für zwei Eigenwertvektoren {\displaystyle x} und {\displaystyle y} der Dimension {\displaystyle d}:
{\displaystyle x\prec y\Leftrightarrow {\begin{cases}\sum _{j=1}^{k}x_{j}^{\downarrow }\leq \sum _{j=1}^{k}y_{j}^{\downarrow }&{\text{wenn }}1\leq k\leq d-1\\\sum _{j=1}^{d}x_{j}^{\downarrow }=\sum _{j=1}^{d}y_{j}^{\downarrow }&k=d\end{cases}}}
Die Markierung {\displaystyle \,\downarrow } deutet dabei an, dass die Eigenwerte im jeweiligen Eigenwertvektor {\displaystyle x_{i},y_{i}} absteigend nach ihrer Größe sortiert sind. Wenn die Dimension eines Eigenwertvektors kleiner als der andere ist, so wird sie durch Anfügen von Nullen an den Größeren angeglichen.

## Verwendung
Für separable Dichtematrizen ist das Kriterium erfüllt.
Wenn das Kriterium nicht erfüllt ist, ist die Dichtematrix nicht separabel.
Der Umkehrschluss, dass aus der Erfüllung des Majorisierungskriteriums die Separabilität der Dichtematrix folgt, bzw. dass für eine nicht-separable Dichtematrix das Majorisierungskriterium nicht erfüllt ist, gilt nicht.
Es gibt beispielsweise isospektrale Zustände, die zwar das Majorisierungskriterium erfüllen, aber nicht separabel sind (siehe unten).
Das Majorisierungskriterium ist schwächer als das Reduzierungskriterium oder das Peres-Horodecki-Kriterium, weil aus einem erfüllten Peres-Horodecki-Kriterium in 2x2 bzw. 2x3 Dimensionen (d. h. einem Zustand, der aus zwei Qubits oder einem Qubit und einem Qutrit, also einem Teilchen mit drei möglichen Zuständen, zusammengesetzt ist) die Separabilität von {\displaystyle \rho } folgt, während die Rückrichtung beim Majorisierungskriterium im Allgemeinen nicht erfüllt ist.

## Beweis
Inhaltlich orientiert sich der Beweis an einschlägiger Literatur. Um das Kriterium zu beweisen, ist es notwendig, eine bistochastische Matrix {\displaystyle B} zu finden, sodass die Eigenwerte der Dichtematrix (in beliebiger Reihenfolge) aus den Eigenwerten der reduzierten Dichtematrix folgen: {\displaystyle \lambda _{\rho _{AB}}=B\cdot \lambda _{\rho _{A}}}. Mithilfe dieser Gleichung lässt sich zeigen, dass alle Schur-konvexen Funktionen oben gezeigte Ungleichung
{\displaystyle x^{\downarrow }\prec y^{\downarrow }\Rightarrow \sum _{j=1}^{k}x_{j}^{\downarrow }\leq \sum _{j=1}^{k}y_{j}^{\downarrow }}
erfüllen, für Schur-konkave Funktion folgt dieselbe Ungleichung, in der sich die Richtung des Ungleichheitszeichens ändert. Damit lässt sich das Majorisierungskriterium auf das Entropie-Kriterium zurückführen, bei dem aus der Von-Neumann-Entropie Rückschlüsse auf die Separabilität gezogen werden können: Bei einem reinem Zustand verschwindet die Von-Neumann-Entropie, wenn sie aber für ihre partiellen Spuren nicht verschwindet, ist der Zustand verschränkt.

## Beispiele

### Isospektrale Zustände
Sei
{\displaystyle \rho _{AB}={\frac {1}{3}}{\begin{pmatrix}1&0&0&0\\0&1&1&0\\0&1&1&0\\0&0&0&0\end{pmatrix}}}
mit den Eigenwerten der Dichtematrix {\displaystyle \textstyle \lambda _{\rho _{AB}}^{\downarrow }=\left\{{\frac {2}{3}},{\frac {1}{3}},0,0\right\}} ein (nach PPT-Kriterium) verschränkter Zustand, dann sind dessen partielle Spuren gegeben als
{\displaystyle \rho _{A}=\rho _{B}={\frac {1}{3}}{\begin{pmatrix}2&0\\0&1\end{pmatrix}}}
mit den Eigenwerten {\displaystyle \textstyle \lambda _{\rho _{A},\rho _{B}}^{\downarrow }=\left\{{\frac {2}{3}},{\frac {1}{3}}\right\}}. Hier ist das Majorisierungskriterium also offensichtlich erfüllt, da die Summen über die Eigenwerte identisch sind. Wäre die Rückrichtung des Majorisierungskriteriums erfüllt, unterläge man hier dem Trugschluss, dass {\displaystyle \rho _{AB}} separabel wäre, obwohl es ein verschränkter Zustand ist.

### Werner-Zustände
Betrachte die Zustände der Qubit-Familie der Werner-Zustände,
{\displaystyle \textstyle \rho _{AB}=p\,|\Psi ^{-}\rangle \langle \Psi ^{-}|+{\frac {1-p}{4}}I} mit der Einheitsmatrix {\displaystyle I}.
Die Dichtematrix lautet
{\displaystyle \rho _{AB}={\frac {1}{4}}{\begin{pmatrix}1-p&0&0&0\\0&p+1&-2p&0\\0&-2p&p+1&0\\0&0&0&1-p\end{pmatrix}}}.
Die Eigenwerte dieser Dichtematrix sind gegeben als
{\displaystyle \lambda _{\rho _{AB}}^{\downarrow }{\begin{pmatrix}{\frac {1+3p}{4}}\\{\frac {1-p}{4}}\\{\frac {1-p}{4}}\\{\frac {1-p}{4}}\end{pmatrix}}:={\begin{pmatrix}a_{1}\\a_{2}\\a_{3}\\a_{4}\end{pmatrix}}}.
Die partielle Spur über {\displaystyle A} und {\displaystyle B} ist gegeben als {\displaystyle \textstyle \rho _{A}={\text{tr}}_{B}\left(\rho _{AB}\right)={\frac {1}{2}}I}, also sind die Eigenwerte gegeben als {\displaystyle \textstyle \left\{{\frac {1}{2}},{\frac {1}{2}}\right\}}. Fülle diese jetzt mit Nullen auf, bis dieselbe Dimension wie für {\displaystyle \lambda _{\rho _{AB}}^{\downarrow }} erreicht ist und erhalte
{\displaystyle \lambda _{\rho _{A}}^{\downarrow }=\lambda _{\rho _{B}}^{\downarrow }={\begin{pmatrix}{\frac {1}{2}}\\{\frac {1}{2}}\\0\\0\end{pmatrix}}:={\begin{pmatrix}b_{1}\\b_{2}\\b_{3}\\b_{4}\end{pmatrix}}}.
Rechne nun das Majorisierungskriterium nach:
{\displaystyle {\begin{aligned}k=1\colon &\quad b_{1}\leq a_{1}\Rightarrow {\frac {1+3p}{4}}\leq {\frac {1}{2}}\Rightarrow p\leq {\frac {1}{3}}\\k=2\colon &\quad b_{1}+b_{2}\leq a_{1}+a_{2}\Rightarrow {\frac {1+3p}{4}}+{\frac {1-p}{4}}\leq {\frac {1}{2}}+{\frac {1}{2}}\Rightarrow p\leq 1\\k=3\colon &\quad \sum _{i=1}^{3}b_{i}\leq \sum _{i=1}^{3}a_{i}\Rightarrow {\frac {3}{4}}+{\frac {p}{4}}\leq 1\Rightarrow p\leq 1\\k=4\colon &\quad \sum _{i=1}^{4}b_{i}\leq \sum _{i=1}^{4}a_{i}\Rightarrow 1\leq 1\end{aligned}}}
Daraus folgt also, dass der Werner-Zustand für {\displaystyle p>{\tfrac {1}{3}}} verschränkt ist, was das gleiche Ergebnis ist, was auch aus dem Peres-Horodecki-Kriterium hervorgeht.